# 杜埃区
杜埃区（法語：arrondissement de Douai）是法国北部省所辖的一个区。总面积476.6平方公里，总人口245549，人口密度515人/平方公里（2018年）。主要城镇为杜埃。

## 辖区
杜埃区辖有64个市镇。